# 무자녀세
무자녀세(無子女稅)는 자녀가 없는 사람에게 특별히 걷는 세금이다. 소련에서 1941년부터 시행된 적이 있다. 독신세와 함께 저출산 해소책으로 제안되고 있다.

## 러시아
소련 시절에 25-50세의 남성과 20-45세 기혼여성을 대상으로 6%의 세금을 매겼다. 전쟁통에 사망한 자녀가 있는 경우, 불임인 경우, 전쟁영웅인 경우 세금이 면제됐다. 

## 폴란드
1946년부터 1973년까지 독신 무자녀인 성인을 대상으로 세금을 매겼다.

## 대한민국
- 2014년 11월 12일자 매일경제신문 기사에 따르면, 보건복지부 관계자가 매일경제신문 기자와의 대화에서 "앞으로 몇 년 후에는 '싱글세(1인가구 과세)'를 매겨야 할지도 모르겠습니다."라며 "장기적으로는 (싱글세와 같은) 페널티 정책으로 갈 수밖에 없을 것"이라고 말해 독신세와 무자녀세를 도입할 것을 제안했다.[1]
- 이에 대해 보건복지부에서는 11월 12일에 "'싱글세' 등과 같이 페널티를 부과하는 방안은 전혀 검토하고 있지 않으며, 싱글세는 저출산 문제의 심각성을 표현한 말이 잘못 전달된 것임을 알려드립니다."라고 밝혔다.[2]

### 세부담 논란
- 현재 독신자와 다자녀가구중 누구가 세부담이 높은지 의견이 엇갈린다.
- 최저생계비과 면세점의 비율을 근거로 독신가구에 비해 다자녀가구의 세부담이 높다는 분석도 있다. 조세연구원과 국세청은 2009년에 이런 결과를 내놓았다.[3]
- 월급이 같은 독신 가장과 4인가구 가장의 소득세액을 비교해 독신가구의 세부담이 높다는 주장도 있다.

## 같이 보기
- 자녀수당
- 독신세